# Schweizerische Archäologische Schule in Griechenland

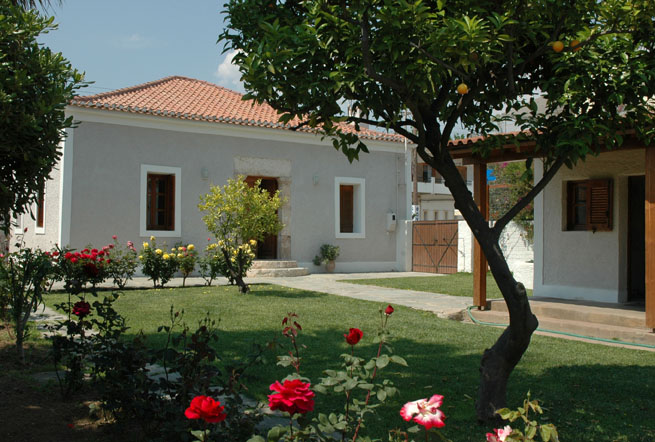
Haus der ESAG in Eretria

Die Schweizerische Archäologische Schule in Griechenland (französisch: École suisse d’archéologie en Grèce, abgekürzt ESAG; englisch: Swiss School of Archaeology in Greece, griechisch Ελβετική Αρχαιολογική Σχολή στην Ελλάδα) ist eines von 17 ausländischen archäologischen Instituten in Griechenland, die alle ihren Hauptsitz in Athen haben. In der Schweiz ist sie am Institut d'archéologie et des sciences de l'Antiquité der Universität Lausanne angesiedelt. Sie wurde 1975 gegründet, nachdem schon seit 1965 eine offizielle Schweizerische Archäologische Mission in Griechenland tätig war. Hauptprojekte sind die Ausgrabungen der antiken Stadt Eretria und des Artemis-Heiligtums in Amarynthos auf der Insel Euböa. 
Von 2007 bis 2021 war Karl Reber Direktor der Schule, seither ist dies Sylvian Fachard.